# Ioann (Pavlichin)
Ioann (světským jménem: Alexandr Vladimirovič Pavlichin; * 30. srpna 1974, Moskva) je ruský duchovní Ruské pravoslavné církve a arcibiskup magadanský a siněgorský.

## Život
Narodil se 30. srpna 1974 v Moskvě.
Roku 1991 dokončil střední školu a nastoupil na Moskevský duchovní seminář, poté pokračování ve studiu na Moskevské duchovní akademii.
Dne 31. března 1995 byl v chrámu Svaté Trojice Trojickosergijevské lávry rektorem Moskevských duchovních škol biskupem dmitrovským Filaretem (Karagodinem) postřižen na monacha se jménem Ioann na počest svatého Jana Klimaka.
Dne 18. dubna 1995 byl biskupem verejským Jevgenijem (Rešetnikovem) rukopoložen na hierodiakona.
Po dokončení akademie sloužil do roku 2001 v chrámech Moskvy.
Dne 25. února 2001 byl přijat do kléru rovenské eparchie a se stal stálým duchovním katedrálního chrámu Vzkříšení Krista v Rovně.
Dne 31. března 2001 byl arcibiskupem rovenským a ostrožským Varfolomijem (Vaščukem) rukopoložen na jeromonacha.
Dne 15. dubna 2001 byl povýšen na igumena a 11. května 2003 na archimandritu.
Dne 15. ledna 2004 byl převeden do kléru kostromské eparchie, kde se 13. května stal představeným Ipatěvského monastýru.
Dne 15. srpna 2004 byl jmenován ředitelem Církevního historicko-archeologického muzea kostromské eparchie.
Dne 6. října 2011 jej Svatý synod zvolil biskupem magadanským a siněgorským. O den později byl oficiálně jmenován biskupem a 12. října proběhla v chrámu svatého Alexandra Něvského v Baltijsku jeho biskupská chirotonie. Světiteli byli patriarcha moskevský Kirill, metropolita saranský a mordovský Varsonofij (Sudakov), metropolita krasnojarský a ačinský Panteleimon (Kutovoj), metropolita rostovský a novočerkasský Merkurij (Ivanov), arcibiskup vilniuský a litevský Innokentij (Vasiljev), biskup baltijský Serafim (Melkoňan) a biskup solněčnogorský Sergij (Čašin).
Dne 1. února 2016 byl v chrámu Krista Spasitele v Moskvě patriarchou Kirillem povýšen na arcibiskupa.